# Stadion Dinamo w Machaczkale
Dinamo Stadion − rosyjski stadion piłkarski w Machaczkale, na którym mecze w roli gospodarza rozgrywa klub Anży Machaczkała. Stadion został otwarty w 1927, a jego pojemność wynosi 27 000 widzów.